# 알와지리 쿠데타
알와지리 쿠데타는 1948년 2월 17일에 알와지리가 일으킨 쿠데타로 알와지리가 몇주 동안 정권을 잡았으나 사우디 아라비아가 예멘 왕국의 정권 복구를 지원하면서 예멘 왕국이 정권을 회복하였다. 이로써 쿠데타는 실패로 끝났다.